# 相馬茜 (AV女優)
相馬 茜（そうま あかね、1988年9月30日 - ）は、日本のAV女優。

## 略歴・人物
2020年1月、SODクリエイトの「本物人妻」レーベル専属女優としてAVデビュー。
詳細なプロフィールは公表されていないが、32歳でデビューし既婚者で子供もいるとされている。
2020年10月よりSODクリエイトの「麗-KIREI SOD-」レーベル専属となる。
2021年9月よりヴィーナスの専属女優となる。

## 作品

### アダルトDVD
2020年
- 澄んだ瞳に笑顔咲く。奇跡の人妻に僕らは出会った 相馬茜 32歳 AV DEBUT（1月9日、SODクリエイト）
- 澄んだ瞳に笑顔咲く。奇跡の人妻に僕らは出会った 相馬茜 32歳 第2章 帰りの新幹線の時間まで絶倫男たちと9時間ずっとイキまくりSEX6連発!（2月6日、SODクリエイト）
- 澄んだ瞳に笑顔咲く。奇跡の人妻に僕らは出会った 相馬茜 32歳 第3章 息子を置いて家を飛び出しデカチン4本とのセックスに明け暮れた1泊2日温泉旅行（3月12日、SODクリエイト）
- 澄んだ瞳に笑顔咲く。奇跡の人妻に僕らは出会った 相馬茜 32歳 第4章 溢れる母性で童貞チ○ポを包み込む筆おろしSEX（4月9日、SODクリエイト）
- 澄んだ瞳に笑顔咲く。奇跡の人妻に僕らは出会った 相馬茜 32歳 第五章 旦那以外に初めて許した出産後4年ぶりの生中出し（5月8日、SODクリエイト）
- 澄んだ瞳に笑顔咲く。奇跡の人妻に僕らは出会った 相馬茜 32歳 第六章 玄関・リビング・寝室で… 家族が帰ってくるまで自宅で禁断の中出し撮影（7月9日、SODクリエイト）
- 澄んだ瞳に笑顔咲く。奇跡の人妻に僕らは出会った 相馬茜 32歳 最終章 初ドラマ作品 旦那の出張中にネトラレ中出し 元カレとの情熱接吻セックスに明け暮れた3日間（8月13日、SODクリエイト）
- 明るい笑顔!人妻の色香!ヌキあり!で下半身を癒してくれる銭湯の看板女将（9月10日、SODクリエイト）
- Re DEBUT! 電撃移籍 欲望のままに、飽きるまでチ○ポを責め続けた（10月8日、SODクリエイト）
- 旦那より義理息子に犯されて、膣が締まってイク女。 高級住宅街で暮らす33歳人妻。夫の連れ子に即ハメ中出しされる度にキュッと男根を締め付ける…（11月12日、SODクリエイト）
- 軽蔑するほど大嫌いな上司と強制相部屋NTR 会社からの移動制限命令で出張先から帰れなくなり、宿泊中に連続イキしまくる（12月10日、SODクリエイ）

2021年
- 優雅な休日を過ごしながら、生中出しされる人妻 濃厚精子7発（2月11日、SODクリエイト）
- 「いいの…中に出して…」 義母が10歳年下の娘婿を誘惑中出し淫姦。 ずっとがっちり密着SEXで離さない（3月11日、SODクリエイト）
- 本物人妻レーベルデビューの奥様たちの豪華共演! 夫婦で温泉旅行に来ていた3人の人妻にあれよあれよと逆寝取りされ最後はハーレム逆4P（3月25日、SODクリエイト）共演:平井栞奈、田原凛花
- 無制限発射OKで連続ナマ中出しさせてくれる高級ソープ 14発（4月8日、SODクリエイト）
- 「こんなにイッたらおかしくなっちゃう…」 媚薬投与で人妻マ○コが凄すぎるキツマンに…キメセク!! 大きな亀頭で子宮口ほじくり性交（5月7日、SODクリエイト）
- 極綺麗 専属初共演 相馬茜×佐田茉莉子 Wキャスト おしゃぶり奥様がおうちにウーバー○ーツを頼んで、若い男を誘惑して連続射精で抜きまくる! 欲求不満の人妻たちが1本のチ○ポを奪い合い、若い男の濃厚精子をW凄テクですべてを搾り取る! 合計8発（6月24日、SODクリエイト）共演:佐田茉莉子
- 突然押しかけてきた嫁の姉さんに抜かれっぱなしの1泊2日（9月7日、ヴィーナス）
- 父が出かけて2秒でセックスする母と息子（10月5日、ヴィーナス）
- 母の親友（11月2日、ヴィーナス）
- 父親が社員旅行で不在の隙にずっと憧れていた義母とヤリまくり中出し生活（12月28日、ヴィーナス）

2022年
- 「おばさんの下着で興奮するの?」脱ぎたてのパンティで甥っ子の精子を一滴残らず搾りとる叔母（3月15日、ヴィーナス）
- 僕だけが知っているエリート女上司のスケベ尻 下品なアナル見せつけ騎乗位で中出ししちゃった部下（4月19日、ヴィーナス）
- S級熟女コンプリートファイル 相馬茜 8時間（8月23日、ヴィーナス）

2023年
- 隣に引っ越してきたゴミ捨て透けパンデカ尻奥さんの無自覚誘惑 （12月19日、溜池ゴロー）

### アダルトVR
2021年
- 麗-KIREI SOD-専属 相馬茜 天井特化騎乗位、極み密着正常位など美しい人妻とのVRセックスを存分に楽しめる濃厚濃密SEX尽くし! 濃厚ご奉仕SEX / 濃密痴女SEX 豪華2セックス2時間たっぷり堪能!（1月14日、SODクリエイト）
- 隣に引っ越してきた絶倫妻の部屋に招かれて…（3月12日、SODクリエイト）

### ネット配信限定
2020年
- 茜（10月7日、「イマジン」）
- #ぬるパコ あかね（10月21日、「イマジン」）

2021年
- 催眠洗脳義母 父親の再婚相手の新しい母を従順な変態奴隷化（6月11日、SODクリエイト）

### イメージDVD
- Akane 悦楽の昼、官能の夜・相馬茜（2021年6月17日、REbecca）

## 掲載

### 雑誌
- 月刊ソフト・オン・デマンド 2020年11月号 VOL.14（ソフト・オン・デマンド） - インタビュー「注目娘インタビュー」
- 月刊FANZA 2020年12月号（ジーオーティー）
- 月刊ソフト・オン・デマンド 2021年1月号増刊 SOD本物人妻・熟女妻（ソフト・オン・デマンド） - グラビア
- 月刊ソフト・オン・デマンド 2021年2月号増刊 月刊SOD PREMIUN 2020 グラビアスペシャル（ソフト・オン・デマンド） - グラビア
- 月刊ソフト・オン・デマンド 2021年4月号増刊 SOD本物人妻・熟女妻　Vol.2（ソフト・オン・デマンド） - グラビア